# Johannes Jessen
Johannes Wilhelm Hans Jessen (* 12. Dezember 1880 in Garding; † 21. Juli 1945 in Schleswig) war ein evangelischer Pastor und hat die Bibel in die niederdeutsche Sprache übersetzt.
Johannes Jessen ging in Schleswig zur Schule und war ab 1914 Pastor in Kosel, bis er 1921 der zweite Pastor im Schleswiger Dom wurde. Hiernach wurde er 1930 zur Ansgarkirche in Kiel berufen und schloss sich während der Zeit des Nationalsozialismus der Bekennenden Kirche an.

## Werke
- Dat Evangelium, as Lukas dat vertellt hett: in unse plattdütsche Modersprak. Wollermann, Braunschweig 1933.
- Dat Nie Testament in unse plattdütsche Modersprak. Wollermann, Braunschweig 1933.
- D. Martin Luther sien Lütt Katekism in unse Modersprak. Meißner, Hamburg 1935.
- Ehr dat düster ward ... : Sünnerstråhln ut Godds Woord. Meißner, Hamburg 1935.
- Dat Ole Testament in unse Modersprak. Vandenhoeck & Ruprecht, Göttingen 1937.
- Dat Ole un dat Nie Testament in unse Moderspraak. 9. Auflage. Vandenhoeck & Ruprecht, Göttingen 2006, ISBN 3-525-60431-9.